# یوریکو اونو
یوریکو اونو (انگلیسی: Yuriko Ono؛ زادهٔ ۴ اوت ۱۹۸۹) بازیگر اهل ژاپن است.